# JS Asuka (ASE-6102)
JS Asuka (ASE-6102) (tiếng Nhật: あすか) là một tàu thử nghiệm thuộc Lực lượng Phòng vệ Biển Nhật Bản (JMSDF). Tàu được chế tạo bởi Sumitomo Heavy Industries ở Tokyo, hạ thủy vào ngày 21 tháng 6 năm 1994 và được đưa vào biên chế ngày 22 tháng 3 năm 1995. Kể từ đó, JS Asuka đã được lắp đặt những công nghệ hải quân tiên tiến nhất và thực hiện nhiều cuộc kiểm tra xác nhận hiệu suất cho các hệ thống định vị dẫn đường tích hợp, những hệ thống này sẽ được xem xét trang bị cho các tàu chiến tương lai của JMSDF. JS Asuka cũng là tàu chiến đầu tiên của JMSDF có binh sĩ nữ phục vụ trên tàu. Con tàu được đặt theo tên của làng cổ Asuka, tỉnh Nara, Nhật Bản.

## Lịch sử
Năm 1992, trong khuôn khổ Kế hoạch quốc phòng trung hạn 1991 – 1995, chương trình chế tạo tàu thử nghiệm lớp Asuka đã được Nội các Nhật Bản phê duyệt. Quá trình nghiên cứu, chế tạo được thực hiện bởi Sumitomo Heavy Industries. Thân tàu được đóng bởi Nhà máy đóng tàu Uraga. Toàn bộ dự án đóng tàu này có chí phí 27,839 triệu ¥. Asuka hạ thủy vào ngày 21 tháng 6 năm 1994, bắt đầu thử nghiệm trên biển vào ngày 19 tháng 1 năm 1995 và chính thức được đưa vào biên chế JMSDF ngày 22 tháng 3 năm 1995. Cảng nhà của tàu là Căn cứ Hải quân Yokosuka.
Asuka có lượng giãn nước tương đương phân loại tàu khu trục – tiêu chuẩn 4.250 tấn, đầy tải 6.200 tấn, chiều dài tổng thể 151 m, rộng 17,3 m, mớn nước 10 m. Thủy thủ đoàn vận hành khoảng 70 người và khi cần sẽ bổ sung thêm 150 nhân viên kỹ thuật thực hiện các công tác thử nghiệm.
Kể từ năm 1995, nhiều cuộc thử nghiệm xác nhận hiệu suất của các hệ thống điện tử mới đã được tiến hành trên tàu. Từ năm 1995 đến 1998, thử nghiệm sonar OQQ-21, hệ thống động lực COGLAG và hệ thống điều khiển hỏa lực FCS-3A. Từ năm 1999 đến năm 2000, thử nghiệm hệ thống định hướng chiến đấu OYQ-10. Từ năm 2003 đến năm 2004, thử nghiệm hệ thống chiến tranh điện tử và hệ thống phóng mồi bẫy mới. Từ năm 2003 đến năm 2007, thử nghiệm tên lửa chống ngầm Type 07 VL ASROC. Từ năm 2007 đến năm 2011, thử nghiệm ngư lôi hạng nhẹ Type 12. 
Tháng 10 năm 2007, Asuka tiến hành tập trận cùng tàu JS Ikazuchi (DDG-107). Ngày 11 tháng 3 năm 2011, tàu được điều động tham gia công tác cứu hộ cứu nạn sau thảm họa động đất và sóng thần Tōhoku, miền Đông Nhật Bản. Năm 2014, thử nghiệm radar OPS-48 và radar OPY-1 cho hệ thống điều khiển hỏa lực FCS-3A. Ngày 25 tháng 5 năm 2015, thử nghiệm khả năng tiếp nhận trực thăng không người lái MQ-8C Fire Scout. Năm 2017, thử nghiệm tên lửa đất đối hạm Type 12. Năm 2019, một phần boong sau của tàu được sửa đổi để thử nghiệm các hệ thống sonar mới của các khinh hạm lớp Mogami.

## Thiết kế

### Thân tàu

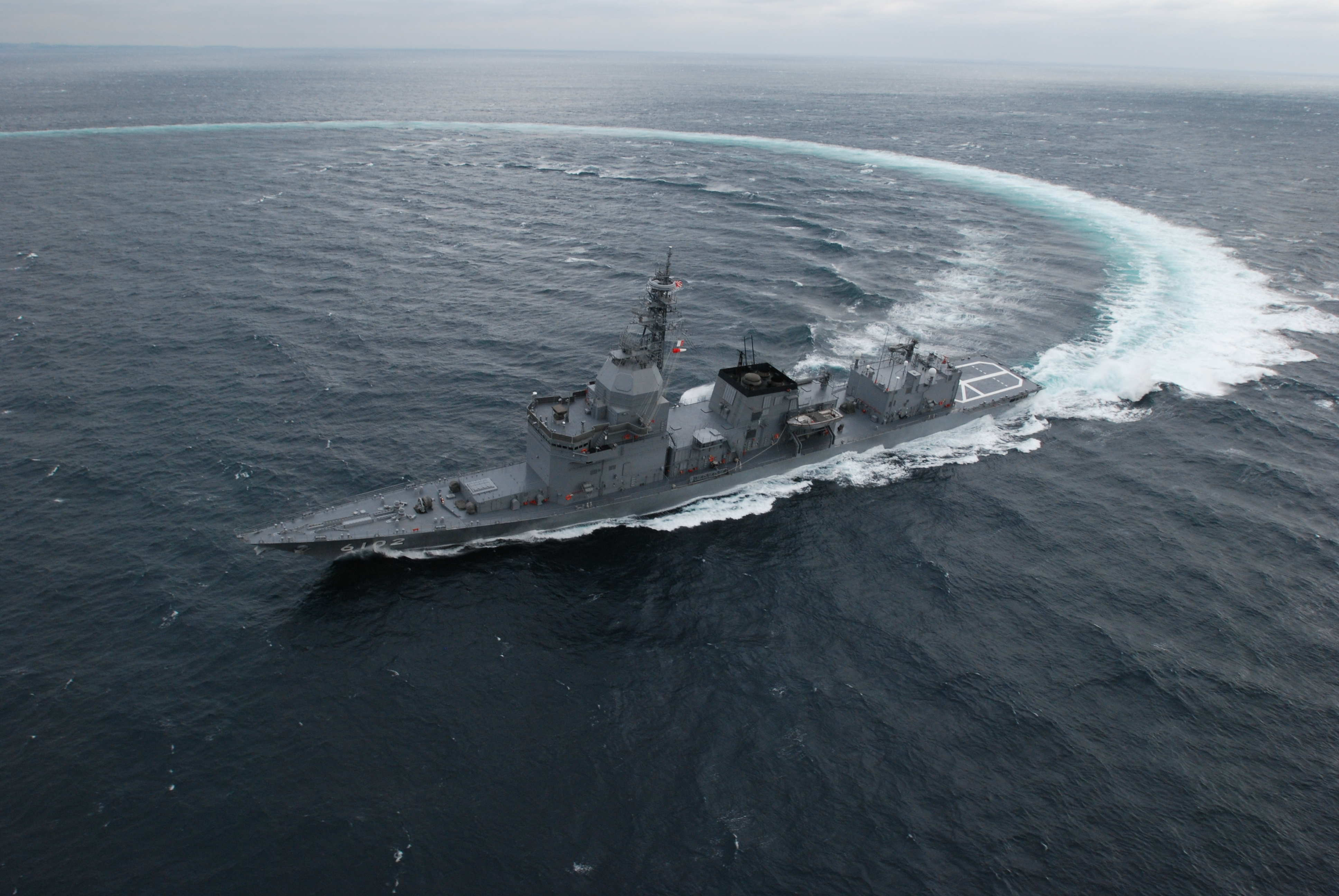
Toàn cảnh JS Asuka (ASE-6102) nhìn từ trên không

Nhìn bề ngoài, Asuka có thiết kế thủy động lực học hoàn toàn khác so với các thiết kế tàu chiến Nhật Bản từng đóng trước đó. Con tàu có hình dáng thon dài đặc trưng vươn xa tới mũi tàu dạng bán trụ, mũi tàu hình nêm và đuôi tàu có mặt cắt thẳng đứng phía sau.  
Thân tàu được chia thành 15 khoang kín nước, phần thân tàu phía dưới nước được trang bị vây ổn định nhằm làm tăng độ ổn định cho tàu trong điều kiện di chuyển tốc độ cao. Các đường viền thép dọc vỏ tàu được thiết kế nhằm giảm biên độ va đập của sóng biển vào mạng tàu và lườn tàu, đồng thời giảm ma sát của nước biển khi tàu chuyển động. 
Kết cấu cầu tàu được chia làm 4 phần, trên cùng khu vực lắp đặt thử nghiệm các loại radar mới. Cấu trúc thượng tầng của tàu được làm bằng hợp kim nhôm, gia cố thêm nhựa thủy tinh để làm giảm khối lượng, cột buồm được thiết kế thẳng đứng để phù hợp với điều kiện thời tiết khắc nghiệt của mùa đông Nhật Bản.

### Hệ thống động lực

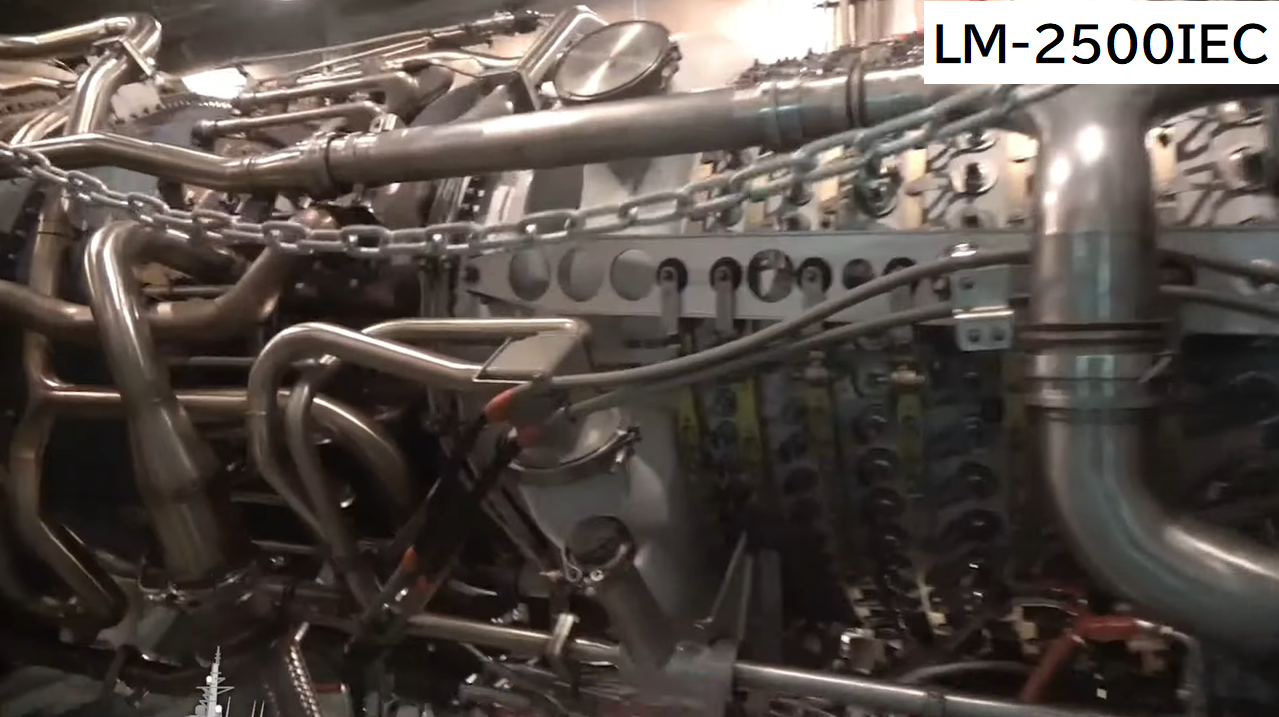
Động cơ tuốc bin khí GE LM2500IEC

Asuka được trang bị hệ thống động lực kết hợp tuốc bin khí-điện và tuốc bin khí (COGLAG) bao gồm: 2 động cơ tuốc bin khí LM2500IEC do GE Marine Solutions sản xuất, 1 động cơ điện, 1 máy phát điện diesel S12U (1,8 MW) và 2 máy phát điện tuốc bin khí IM-450 công suất 450 kW. Các động cơ này kết nối với nhau thông qua 3 hộp số và 2 bộ ly hợp, truyền động ra 2 chân vịt 5 lá cung cấp công suất đầu ra tổng cộng 43.000 mã lực càng.
Sự kết hợp theo cấu hình COGLAG giúp tiết kiệm nhiên liệu, giảm tối đa tiếng ồn khi hoạt động, đồng thời, giảm chi phí, kéo dài thời gian giữa 2 lần bảo dưỡng. Hai động cơ tuốc bin khí của tàu có khả năng chuyển từ trạng thái nguội sang trạng thái công suất cực đại trong vòng 15 phút. Ngoài ra, tàu còn được lắp đặt bộ tản nhiệt tiên tiến giúp giảm đối đa bức xạ hồng ngoại khi hoạt động, nâng cao khả năng tránh các biện pháp dò tìm bằng hồng ngoại của đối phương. Hệ thống động lực này giúp tàu đạt tốc độ tối đa đạt 27 hải lý trên giờ, phạm vi hoạt động 6.000 hải lý, tốc độ hành trình 18 hải lý trên giờ, tàu có khả năng hoạt động liên tục 50 ngày trên biển.

## Trang thiết bị

### Hệ thống điện tử
Về cảm biến, JS Asuka không có hệ thống cố định. Thay vào đó, suốt 22 năm qua, JS Asuka được lắp đặt vô số công nghệ cảm biến tối tân nhằm thử nghiệm trang bị cho các tàu chiến thế hệ mới của JMSDF. Trong lần thử nghiệm gần nhất, tàu được trang bị hệ thống điều khiển hỏa lực FCS-3A tích hợp hệ thống radar mạng pha 3 tham số (3D) đa chức năng băng tầng kép. Sau thử nghiệm, các bộ phận linh kiện của FCS-3A đã được chuyển sang lắp đặt cho tàu khu trục lớp Hyūga, radar được gỡ bỏ và phần thượng tầng để lắp đặt radar được che phủ bằng bạt. JS Asuka cũng có một số hệ thống radar riêng bao gồm: radar định vị phát hiện mục tiêu trên không tầm xa OPS-14B (tương đương với radar AN/SPS-49 do Hoa Kỳ sản xuất) và radar định vị nhận dạng, theo dõi mục tiêu mặt nước OPS-18. Sonar kết hợp chủ/bị động phát hiện và xác định vị trí tàu ngầm OQQ-XX được gắn cố định trong quả cầu hình giọt nước ở mũi tàu.

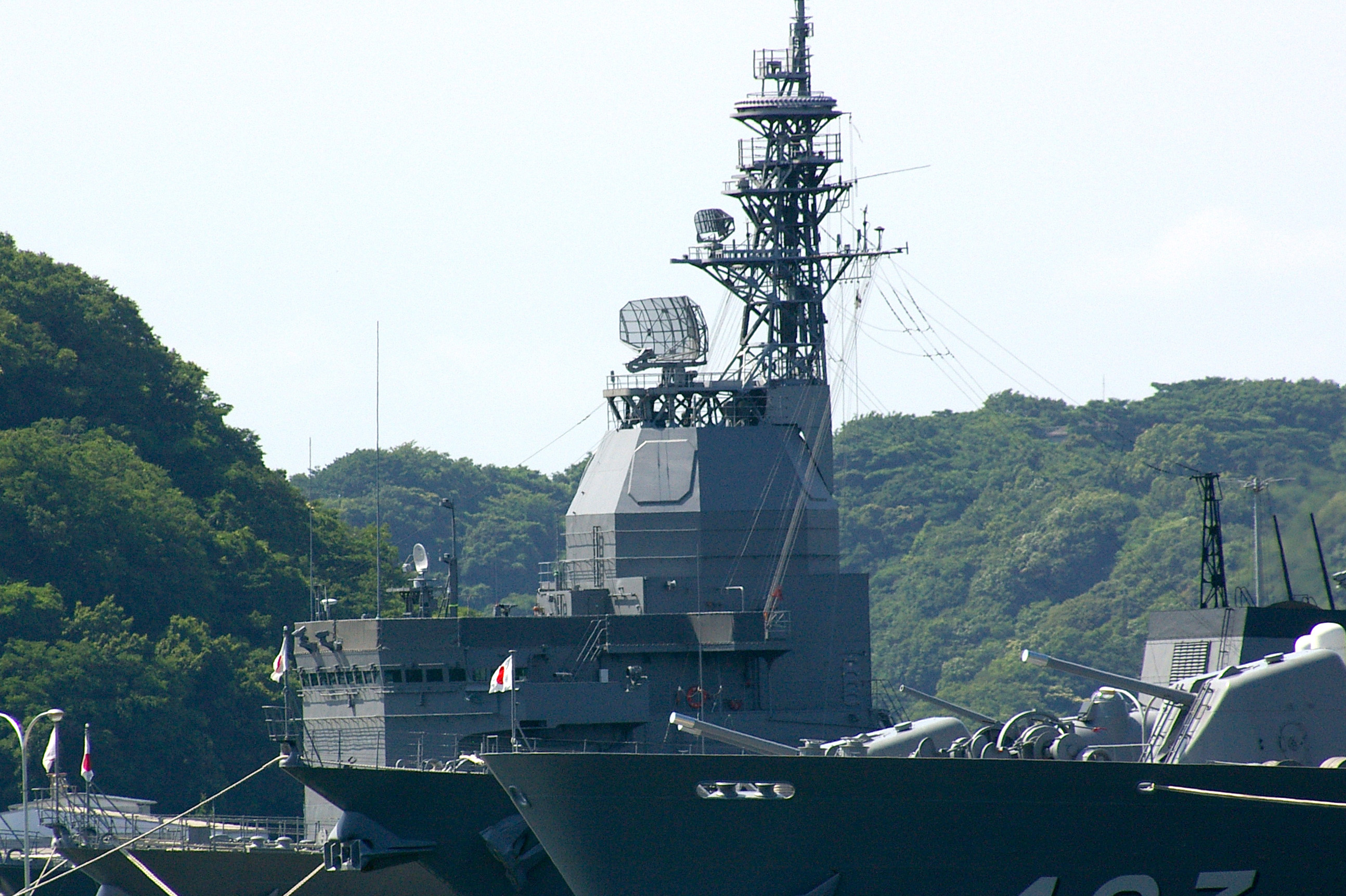
Radar FCS-3A lắp đặt thử nghiệm trên thượng tầng của JS Asuka
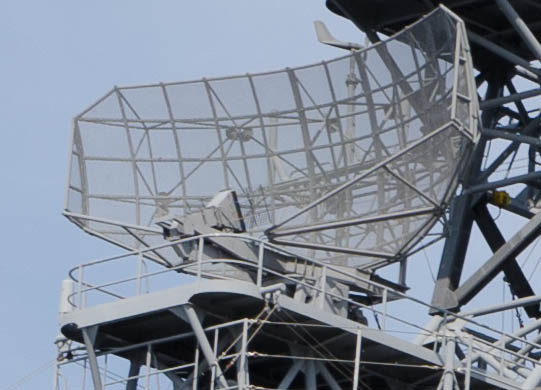
Radar định vị phát hiện mục tiêu trên không tầm xa OPS-14B
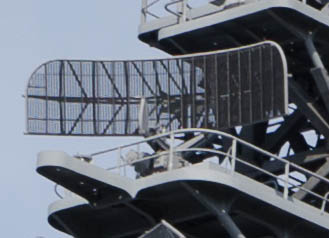
Radar định vị nhận dạng, theo dõi mục tiêu mặt nước OPS-18

### Hệ thống vũ khí
Tàu thử nghiệm Asuka được trang bị hệ thống ống phóng thẳng đứng Mk 41 Mod 17 dùng để phóng thử nghiệm các loại tên lửa hải đối không và tên lửa chống ngầm mới. Mk 41 Mod 17 bao gồm 1 cụm 8 ống phóng hình hộp. Tên lửa sẽ bắn theo nguyên tắc "phóng nóng" (kiểu phóng nóng nghĩa là động cơ tên lửa được kích hoạt ngay trong ống phóng). Phía sau hệ thống Mk 41 Mod 17 là 1 bệ 4 ống phóng kiêm bảo quản dùng cho thử nghiệm tên lửa chống hạm. Số lượng ống phóng của JS Asuka ít hơn so với các phiên bản chống hạm lắp trên các khu trục hạm của JMSDF, bệ phóng có đặc điểm là góc nâng tương đối lớn. Ngoài ra, Asuka còn được trang bị 2 cụm phóng ngư lôi với 3 ống phóng 324 mm HOS-303 sử dụng cho thử nghiệm ngư lôi. Hệ thống phóng được thiết kế có khả năng xoay, điều hướng và bắn từ xa (riêng việc bắn có thể thực hiện tại chỗ bằng tay) nhắm tới mục tiêu cần diệt. Các ống phóng được làm từ vật liệu sợi thủy tinh hoặc kim loại, bên trong ống được bọc một lớp sợi thủy tinh để có thể bảo quản ngư lôi trong điều kiện thời tiết khắc nghiệt của Nhật Bản.  
Đuôi tàu có sàn đáp và nhà chứa cho phép mang theo 1 máy bay trực thăng chống ngầm SH-60J/K Sea Hawk. Tuy nhiên, thực tế nhà chứa ít khi được sử dụng để tiếp nhận trực thăng, khu vực này thường được dùng làm nơi tập kết trang thiết bị thử nghiệm trong các chuyến hải trình.

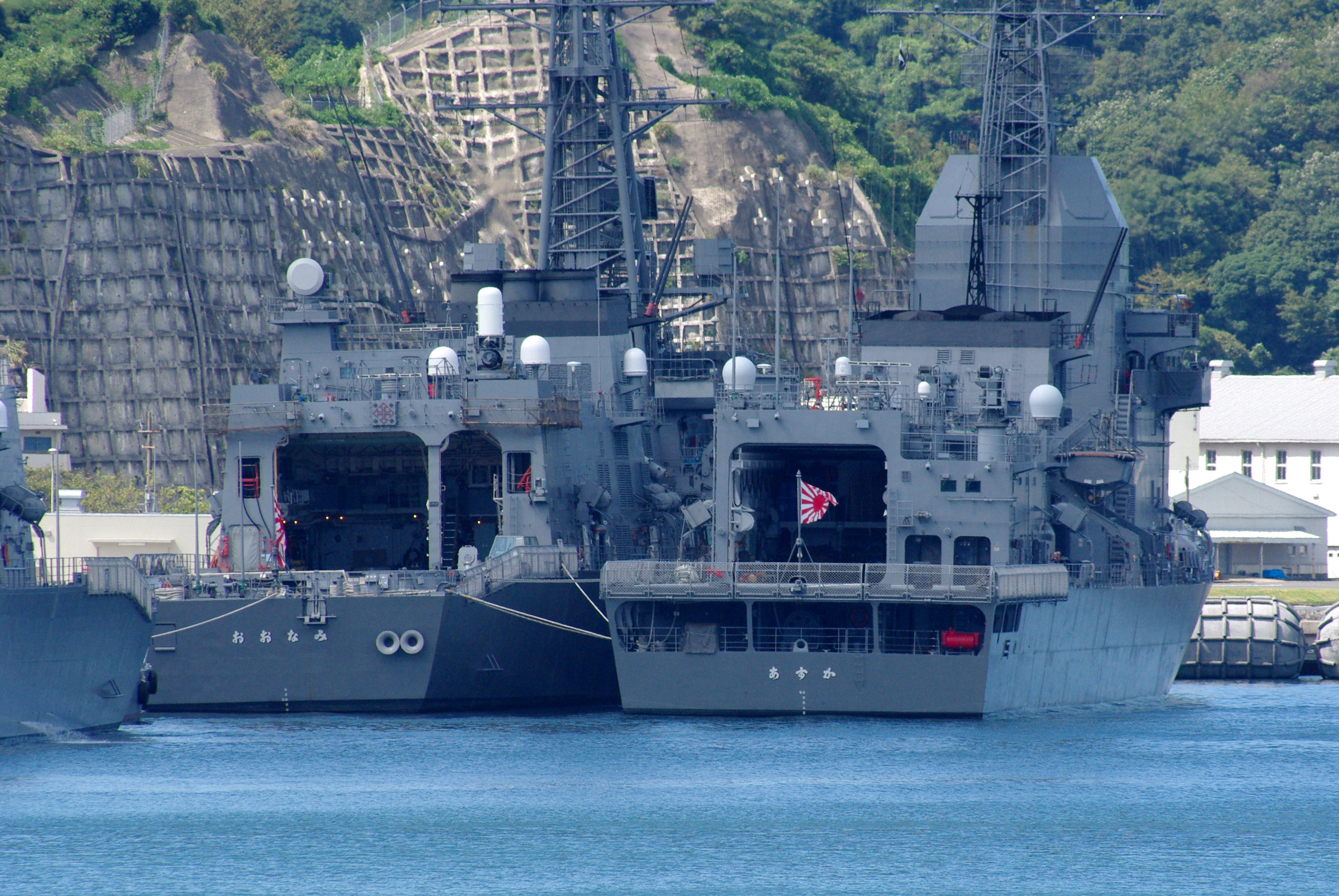
Sàn đáp và nhà chứa trực thăng của JS Asuka (bên phải) và JS Ōnami tại Căn cứ Hải quân Yokosuka vào ngày 18 tháng 9 năm 2011
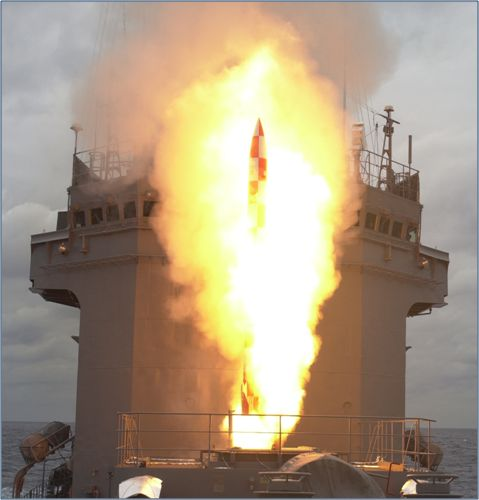
JS Asuka (AE-6102) phóng thử nghiệm tên lửa chống ngầm Type 07 vào ngày 1 tháng 4 năm 2012

## Thư viện ảnh

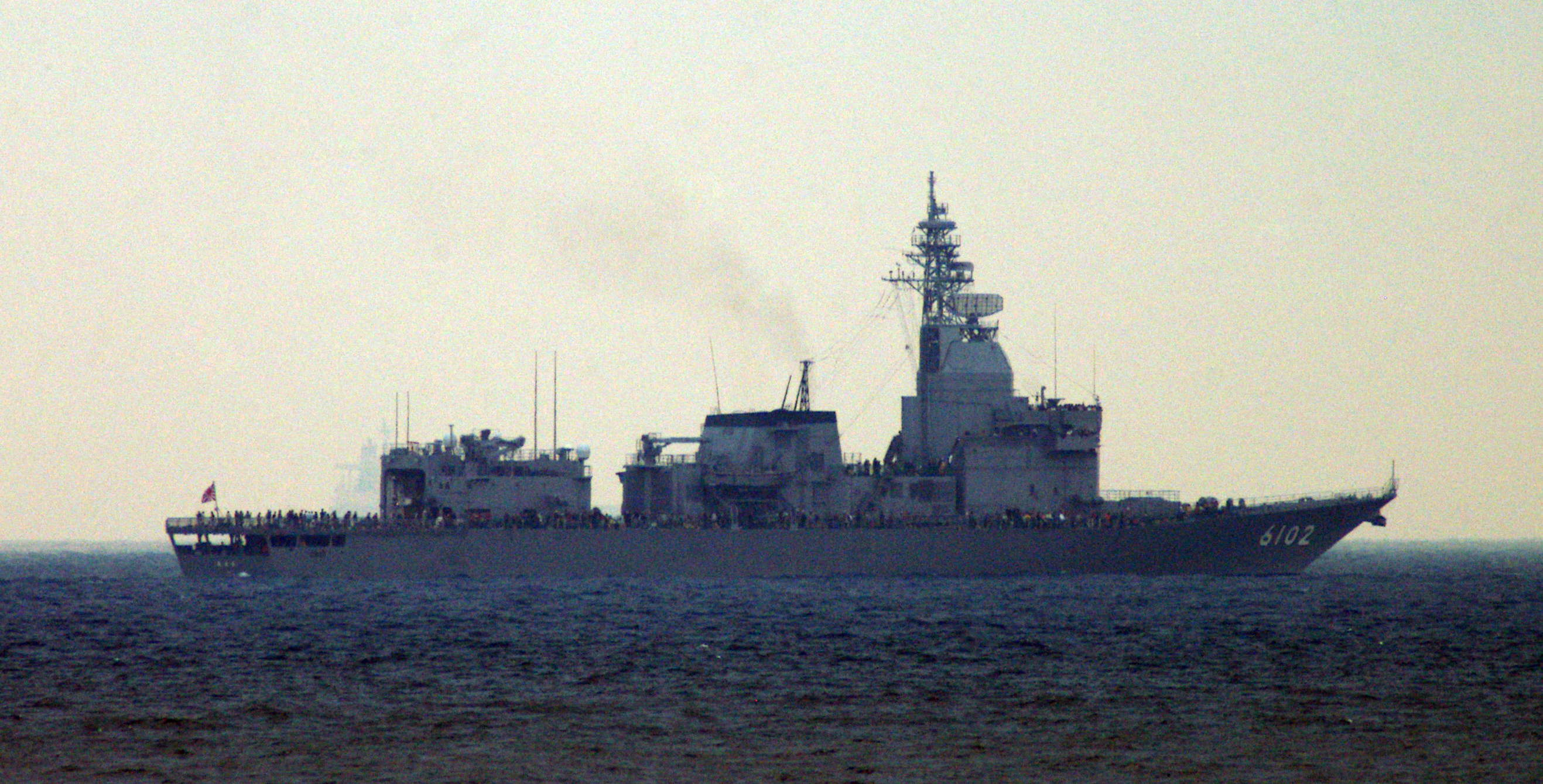
JS Asuka tham gia lễ duyệt binh trên biển của JMSDF vào ngày 29 tháng 10 năm 2006
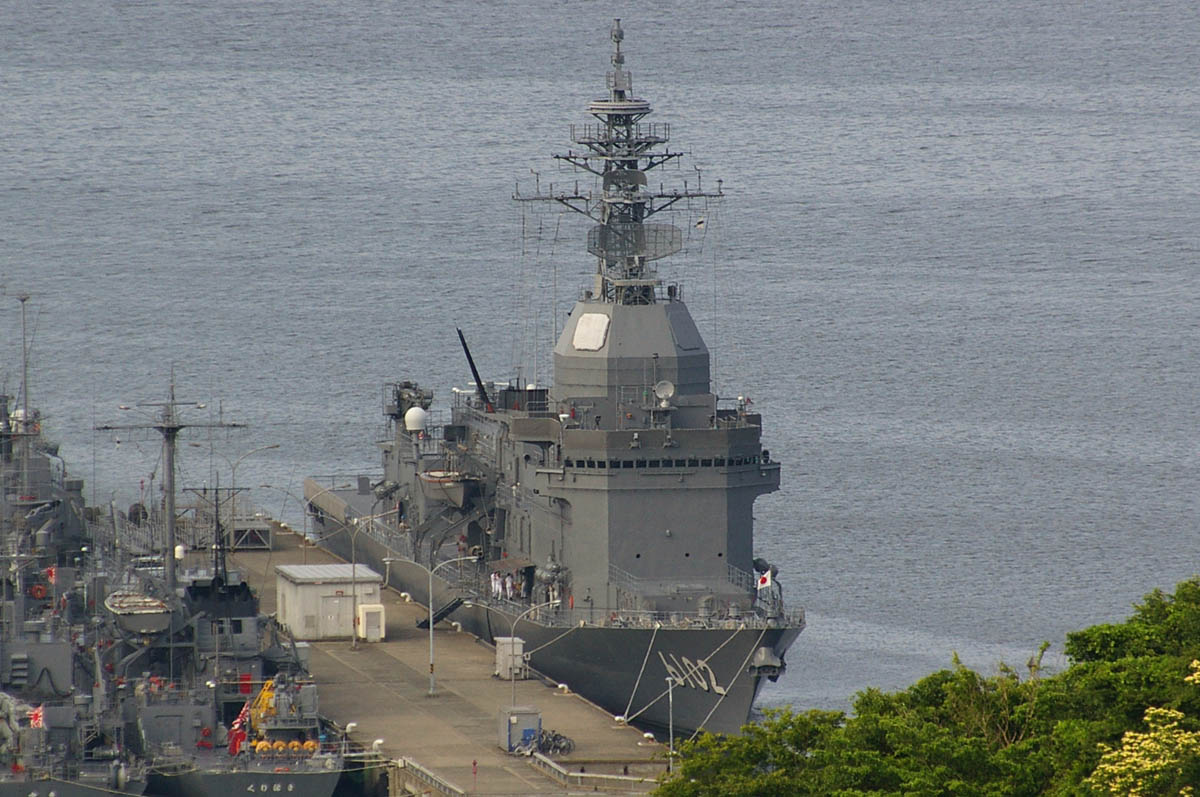
JS Asuka tại bến tàu Yoshikura, Căn cứ Hải quân Yokosuka vào ngày 17 tháng 6 năm 2007
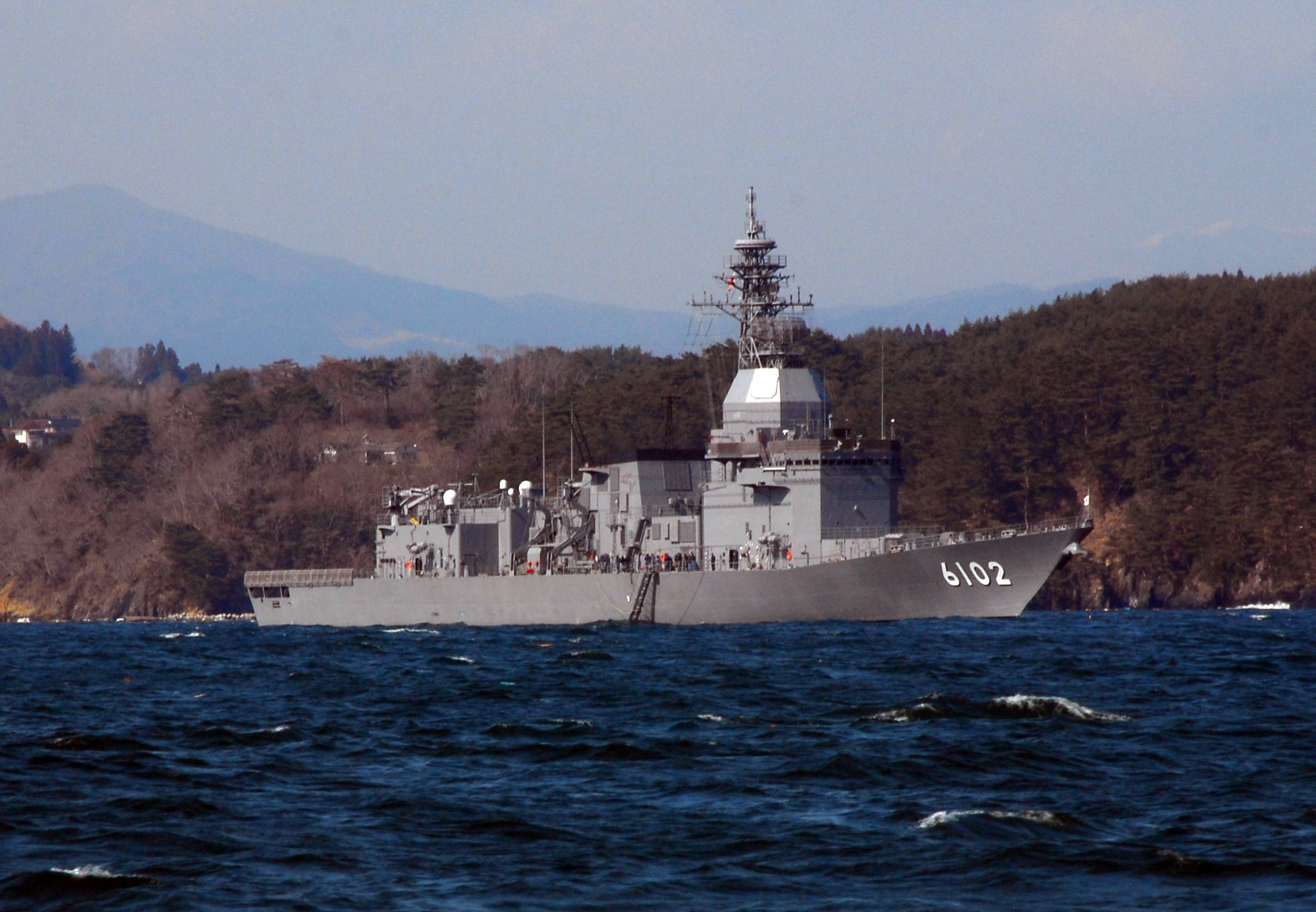
JS Asuka hoạt động trong Chiến dịch Tomodachi, ngoài khơi đảo Ōshima vào ngày 1 tháng 4 năm 2011
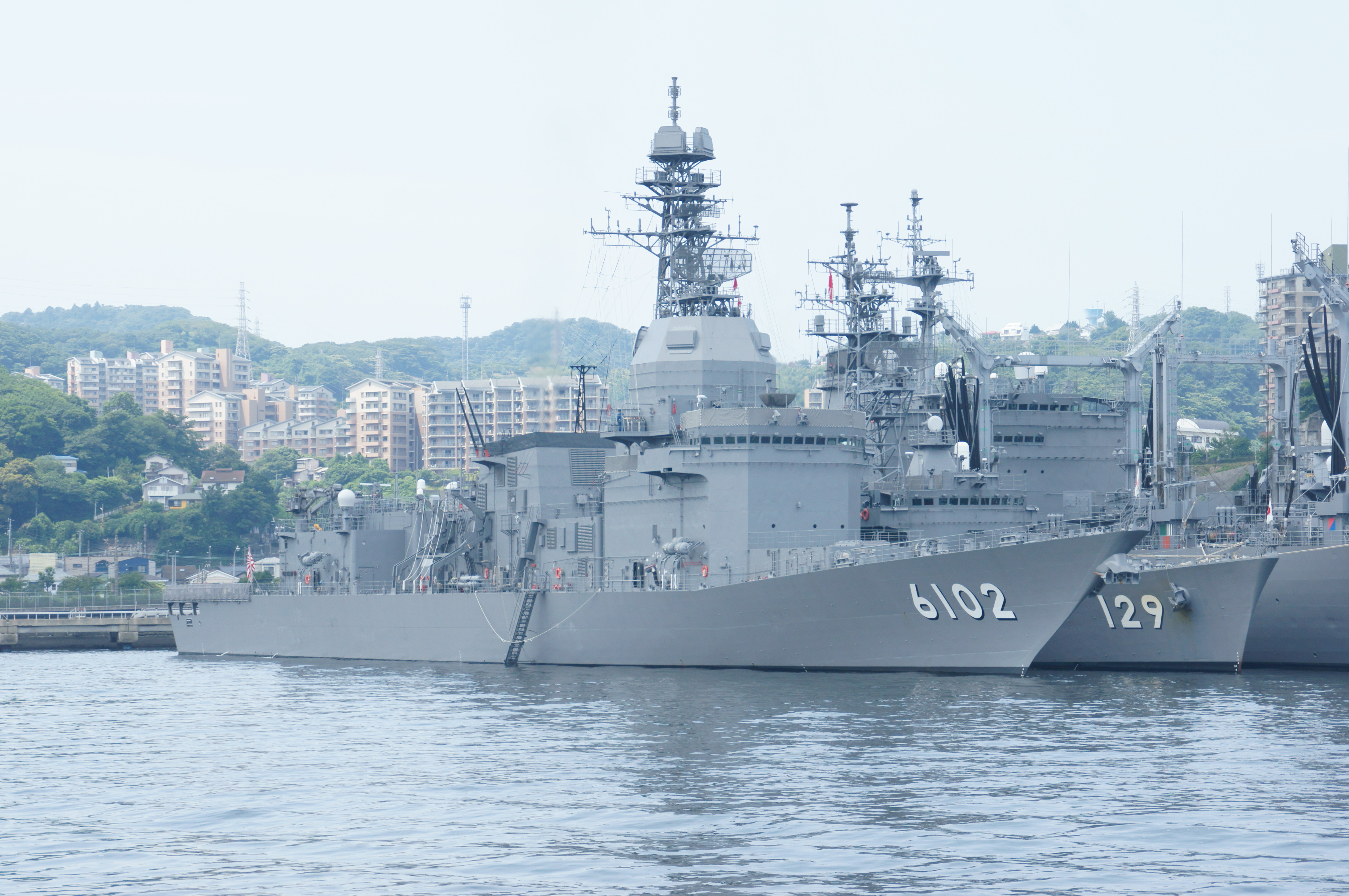
JS Asuka tại Căn cứ Hải quân Yokosuka vào ngày 25 tháng 7 năm 2014
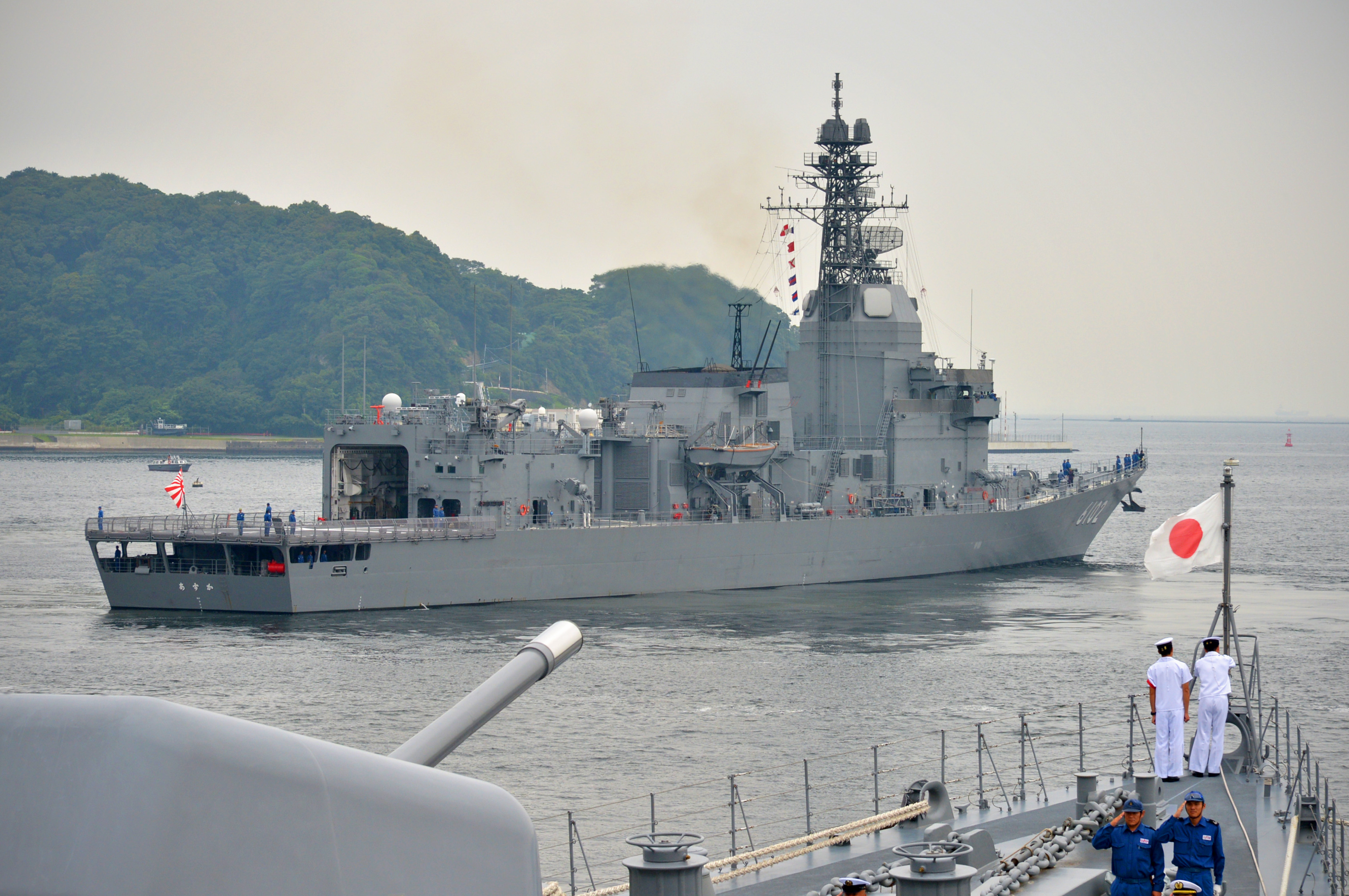
JS Asuka trong hoạt động thử nghiệm radar FCS-3A vào ngày 9 tháng 12 năm 2015
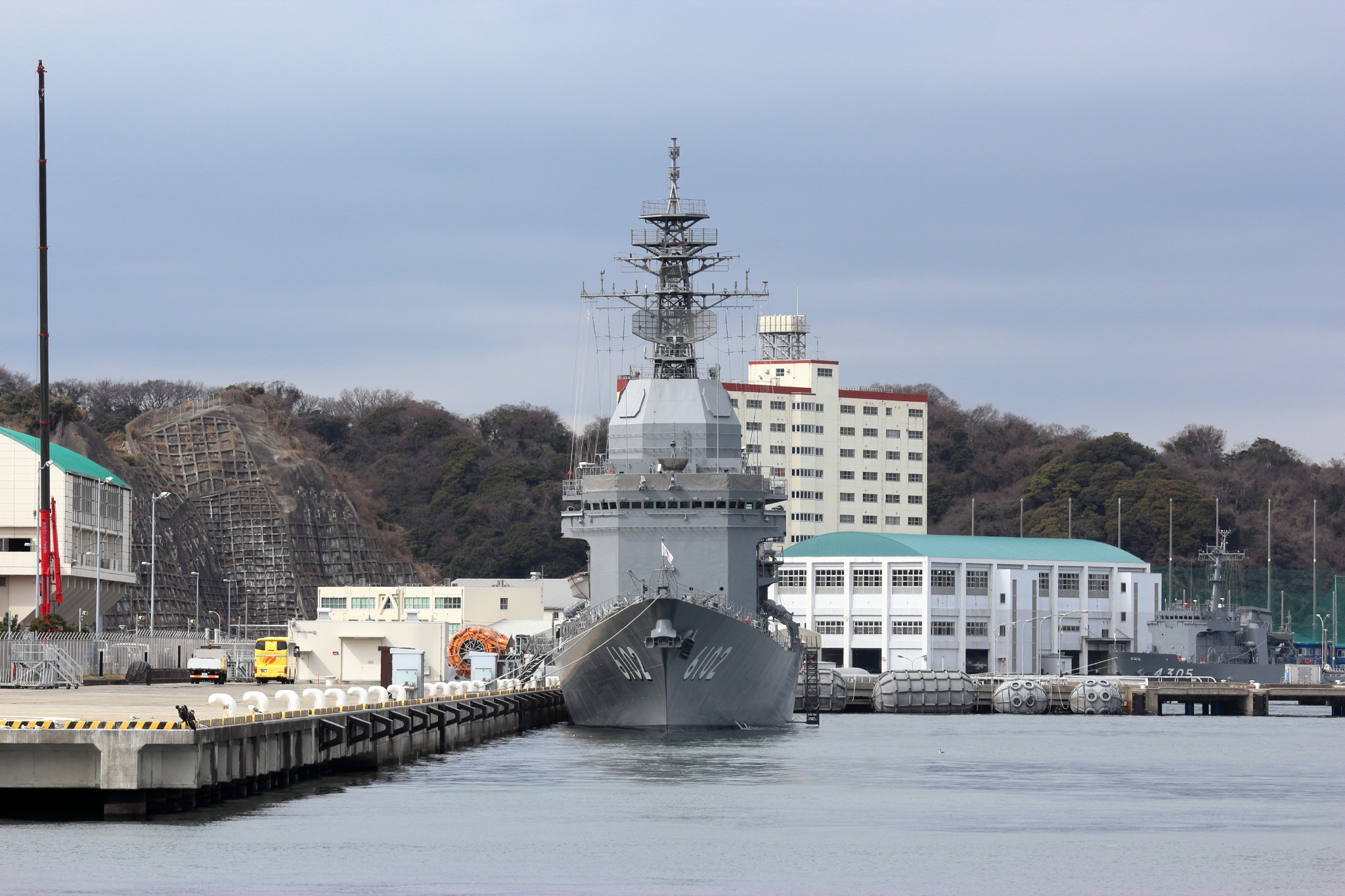
JS Asuka neo đậu tại cầu tàu Hemi Kade, Căn cứ Hải quân Yokosuka vào ngày 22 tháng 2 năm 2017. Phía sau ở cầu tàu Y5 là JS Enshu (AMS-4305)